# دولت جانشین
دولت جانشین (انگلیسی: Succession of states) یک فلسفه سیاسی و عملی در روابط بین‌الملل در مورد دولت‌های جانشین است. دولت جانشین یک دولت مستقل بر سرزمین و جمعیتی است که قبلاً تحت حاکمیت دولت دیگری بوده‌است. این نظریه ریشه در دیپلماسی قرن ۱۹ دارد. یک دولت جانشین اغلب دارای شخصیت حقوقی بین‌المللی جدیدی است که متمایز از یک دولت مستمری است که به عنوان ادامه‌دهنده یا وارث تاریخی نیز شناخته می‌شود، که با وجود تغییر در مرزهای خود، همان شخصیت حقوقی خود را حفظ کرده و دارای کلیه حقوق و تعهدات موجود خود است (مانند حالت ناقص).